# Santos Pedro e Paulo na Via Ostiense (título cardinalício)
São Patrício (em latim, Ss. Petri et Pauli in via Ostiensi) é um título cardinalício instituído em 5 de fevereiro de 1965 pelo Papa Paulo VI, pela constituição apostólica Cum Nobis esset. Sua igreja titular é Santi Pietro e Paolo a Via Ostiense.

## Titulares protetores
- Franjo Šeper (1965-1981)
- Ricardo Jamin Vidal (1985-2017)
- Pedro Ricardo Barreto Jimeno (2018-)